# Magnus II (Meklemburgia)
Magnus II (ur. 1441 r., zm. 20 listopada 1503 w Wismarze) – książę meklemburski na Schwerinie i Güstrowie od 1477/1483 r.

## Życiorys
Magnus II był jednym z synów księcia meklemburskiego Henryka IV Grubego oraz Doroty, córki margrabiego Brandenburgii Fryderyka I Hohenzollerna. W młodości często przebywał na brandenburskim dworze swych wujów, skąd czerpał wzory dla późniejszej swojej polityki. W chwili śmierci ojca (który zjednoczył Meklemburgię kilka lat wcześniej) w 1477 r. objął rządy wraz ze starszym bratem Albrechtem VI. Ten jednak zmarł już w 1483 r. i odtąd Magnus rządził praktycznie samodzielnie (młodszy brat Baltazar, nie wykazywał zainteresowania udziałem w rządach).
Głównym celem polityki Magnusa było uzdrowienie sytuacji finansowej księstwa, zagrożonego poważnymi kłopotami wskutek licznych długów zaciągniętych przez ojca. Jego energiczne działania w tym celu okazały się bardzo skuteczne, swoim następcom nie pozostawił niemal żadnego zadłużenia. Główne sfery działań Magnusa to reforma administracji finansowej księstwa (powołanie centralnego skarbnca, oddzielenie budżetu dworu i państwa od siebie), reforma administracji wewnętrznej (zmiana roli kancelarii, obsadzanie urzędów przez prawników, początki reorganizacji rady książęcej w kolegium rządowe) oraz osobiste zaangażowanie księcia w sprawy gospodarcze (zachęta do wzmożenia eksportu, przede wszystkim zboża i drewna, równe bariery handlowe o charakterze merkantylistycznym, książęce monopole eksportowe). Realizacja tych celów spotykała się jednak z oporem miast (przede wszystkim Rostocka i Wismaru), których autonomię chciał Magnus ograniczyć, nie zdobył też poparcia rycerstwa.

## Rodzina
31 maja 1478 r. Magnus II poślubił Zofię, córkę Eryka II, księcia wołogoskiego, słupskiego i szczecińskiego oraz Zofii. Ze związku małżeńskiego pochodziło siedmioro dzieci:
- Henryk V Zgodny (ur. 3 maja 1479, zm. 6 lutego 1552) – książę meklemburski na Schwerinie,
- Dorota (ur. 21 października 1480, zm. 1 września 1537) – przeorysza klasztoru w Ribnitz,
- Zofia (18 grudnia 1481, zm. 12 lipca 1503) – żona Jana Stałego, elektora saskiego,
- Eryk II (ur. 3 września 1483, zm. 22 grudnia 1508) – książę meklemburski na Schwerinie,
- Anna (ur. 14 września 1485, zm. 12 maja 1525) – żona Wilhelma II Średniego, langrafa Hesji oraz Ottona I, hrabiego Solms–Laubach,
- Albrecht VII (ur. 25 lipca 1486, zm. 7 stycznia 1547) – książę meklemburski na Güstrowie,
- Katarzyna (ur. 1487, 6 czerwca 1561) – żona Henryka Pobożnego, księcia saskiego na Freibergu[a].

### Genealogia
| Jan IV ur. przed 1370 zm. 16 X 1422 | Jan IV ur. przed 1370 zm. 16 X 1422 |                                         |                                         | Katarzyna ur. ok. 1400 zm. 22 IX 1450 | Katarzyna ur. ok. 1400 zm. 22 IX 1450 |  |  | Fryderyk I Hohenzollern ur. 1371 zm. 20 IX 1440 | Fryderyk I Hohenzollern ur. 1371 zm. 20 IX 1440 |                                                  |                                                  | Elżbieta bawarska ur. 1383 zm. 13 XI 1442 | Elżbieta bawarska ur. 1383 zm. 13 XI 1442 |
|                                     |                                     |                                         |                                         |                                       |                                       |  |  |                                                 |                                                 |                                                  |                                                  |                                           |                                           |
|                                     |                                     |                                         |                                         |                                       |                                       |  |  |                                                 |                                                 |                                                  |                                                  |                                           |                                           |
|                                     |                                     | Henryk IV Gruby ur. 1417 zm. 9 III 1477 | Henryk IV Gruby ur. 1417 zm. 9 III 1477 |                                       |                                       |  |  |                                                 |                                                 | Dorota brandenburska ur. 9 II 1420 zm. 19 I 1491 | Dorota brandenburska ur. 9 II 1420 zm. 19 I 1491 |                                           |                                           |
|                                     |                                     |                                         |                                         |                                       |                                       |  |  |                                                 |                                                 |                                                  |                                                  |                                           |                                           |
|                                     |                                     |                                         |                                         |                                       |                                       |  |  |                                                 |                                                 |                                                  |                                                  |                                           |                                           |
|                                     |                                     |                                         |                                         |                                       |                                       |  |  |                                                 |                                                 |                                                  |                                                  |                                           |                                           |

|                                                  |                                                  | Zofia ur. ok. 1462 zm. 26 (25?) 1504 OO 31 V 1478 | Zofia ur. ok. 1462 zm. 26 (25?) 1504 OO 31 V 1478 | Magnus II (ur. 1441, zm. 20 XI 1503)  | Magnus II (ur. 1441, zm. 20 XI 1503)  |                                                    |                                                    |                                   |                                   |
|                                                  |                                                  |                                                   |                                                   |                                       |                                       |                                                    |                                                    |                                   |                                   |
|                                                  |                                                  |                                                   |                                                   |                                       |                                       |                                                    |                                                    |                                   |                                   |
|                                                  |                                                  |                                                   |                                                   |                                       |                                       |                                                    |                                                    |                                   |                                   |
| Henryk V Zgodny ur. 3 V 1479 zm. 6 II 1552       | Henryk V Zgodny ur. 3 V 1479 zm. 6 II 1552       | Dorota ur. 21 X 1480 zm. 1 IX 1537                | Dorota ur. 21 X 1480 zm. 1 IX 1537                | Zofia ur. 18 XII 1481 zm. 12 VII 1503 | Zofia ur. 18 XII 1481 zm. 12 VII 1503 | Eryk II meklemburski ur. 3 IX 1483 zm. 22 XII 1508 | Eryk II meklemburski ur. 3 IX 1483 zm. 22 XII 1508 | Anna ur. 14 IX 1485 zm. 12 V 1525 | Anna ur. 14 IX 1485 zm. 12 V 1525 |
|                                                  |                                                  |                                                   |                                                   |                                       |                                       |                                                    |                                                    |                                   |                                   |
| Albrecht VII Piękny ur. 25 VII 1486 zm. 7 I 1547 | Albrecht VII Piękny ur. 25 VII 1486 zm. 7 I 1547 | Katarzyna ur. 1487 zm. 6 VI 1561                  | Katarzyna ur. 1487 zm. 6 VI 1561                  |                                       |                                       |                                                    |                                                    |                                   |                                   |